# Germán Venegas
Germán Venegas (La Magdalena Tlatlauquitepec, Puebla, 1959) es un artista mexicano identificado como parte del movimiento neomexicanista que surgió en la década de 1980 y que buscó enfrentar el conceptualismo desde la práctica de la pintura.
Su quehacer artístico abarca, además de la pintura, la escultura, el dibujo y el grabado. Su obra está impregnada de elementos y referencias a la cultura mexicana, pero también contiene influencias del budismo zen.
En 2018 el Museo Tamayo, uno de los recintos de arte más importantes de México, organizó una exposición retrospectiva que abarcó su trabajo desde 1995 hasta ese año y la cual se tituló Todo lo otro. Germán Venegas.

## Trayectoria
Originario de una pequeña comunidad del estado de Puebla, Venegas se formó en primer lugar como artesano tallador desde los 14 años. En 1977 ingresó a la Escuela Nacional de Pintura, Escultura y Grabado "La Esmeralda" de donde egresó en 1982.
En 1983 participó en el III Encuentro de Arte Joven quien lo galardonó con el premio de adquisición. Un año después tendría su primera exposición individual.
Su trabajo ha sido parte de exposiciones en América, Europa, Asia y Oceanía; su obra es parte de colecciones públicas de México y el extranjero como la del Museo de Arte Moderno de México, el Museo Universitario de Arte Contemporáneo de la UNAM (MUAC), el Museo de Arte Carrillo Gil, el Museo de Arte Contemporáneo de Oaxaca (MACO), el Museo Amparo de Puebla, el Museo Metropolitano de Nueva York, el Museo Ponce de Puerto Rico, y el Museo Extremeño e Iberoamericano de Arte Contemporáneo de España.
Entre 2018 y 2019 el Museo Tamayo de la Ciudad de México, una de las instituciones de arte más importantes del país, expuso 350 piezas producidas entre 1995 bajo el título Todo lo otro. Germán Venegas.

### Neomexicanismo
En la década de 1980, Venegas fue parte de un grupo de pintores y pintoras que empezó a llamar la atención en los Encuentros de Arte Joven y otros encuentros y exposiciones colectivas e individuales debido a su intención por renovar el ejercicio pictórico. 
El grupo fue bautizado como neomexicanista a partir de un artículo de la crítica e historiadora del arte Teresa del Conde publicado en abril de 1987 en el diario Unomásuno. Algunas de las figuras destacadas del grupo eran, además de Venegas, Esteban Azamar, Julio Galán, Arturo Guerrero, Marisa Lara, Dulce María Núñez, Adolfo Patiño, Georgina Quintana y Nahum B. Zenil.
La pintura que se entendía como neomexicanista, de acuerdo a lo escrito por del Conde, se apropió de elementos de la identidad mexicana, rescatando iconografía patria, religiosa, popular, costumbrista, urbana y rural, resultando una hibridación, pastiche y el reciclaje con estética kitsch que, con humor e irreverencia cuestionaba la historia de México y el poder del Estado principalmente.

## Premios y reconocimientos
En 1982 recibió una mención honorífica en la primera edición de la Bienal de Pintura Rufino Tamayo de Oaxaca, México.
En 1983 se hizo acreedor al premio de adquisición del III Encuentro de Arte Joven.
Ha sido miembro del Sistema Nacional de Creadores de Arte del Consejo Nacional para la Cultura y las Artes de México (Conaculta) en 2001, 2004, 2010 y 2014, además de haber sido becario del Programa de Fomento a Proyectos y Coinversiones Culturales del Fondo Nacional para la Cultura y las Artes (Fonca) en 2000.